# Egbemes
Els egbemes són els membres de la tribu o clan ijaw egbema. Viuen a l'oest del riu Benin, al nord de l'estat del Delta i a l'estat d'Edo, a Nigèria. La capital dels egbemes és la ciutat d'Ofiniama. Els egbemes parlen el dialecte egbema, de la llengua izon.
Els egbemes tenen una identitat ijaw clara, tot i que viuen a l'extrem occidental d'ijawland. El Clan traça els seus orígens de diverses migracions sorgides dels clans dels meins, dels iduwinis i dels ekeremors fa uns centenars d'anys.

## Història
Els ancestres fundadors del clan egbema van provenir de diverses comunitats ijaws. Els primers a arribar a la zona en la qual viuen actualment eren proto-ijaws que provenien d'Amatu i d'Iduwini. Posteriorment altres van emigrar de Gbekebo i d'Operemo (meins i ekeremors). Els primers colonitzadors egbemes s'assentaren a la seva terra fa molts anys i tenien relació amb la zona de Lagos, ja des del segle xii.
Els descendents d'aquests primers ancestres van fundar els poblats d'Ayakoromo, Gbeoba, Ofinima (el més antic), Abere, Polo, Gbolukanga, Opuama, Ogbudugbudu i Ogboinbiri. Tot i que els egbemes ja vivien a la regió molt abans del segle xiv, dos ancestres posteriors a aquest segle que es deien Alopomini i Opiti es van proclamar els seus ancestres.

### Conflicte del delta del Níger
- 8 de maig del 2007: Un grup militant egbema, el Niger Delta Freedom Fighters (NDFF) van segrestar quatre americans que treballaven per la Chevron Nigeria Limited (CNL) i els van mantenir captius durant dies durant el curs del Conflicte del delta del Níger.[4]